# Moorilla Hobart International 2007
Moorilla Hobart International 2007 — тенісний турнір, що проходив на відкритих кортах з твердим покриттям Міжнародного тенісного центру Гобарта в Гобарті (Австралія). Це був 14-й за ліком Moorilla Hobart International. Належав до турнірів 4-ї категорії в рамках Туру WTA 2007. Тривав з 7 до 12 січня 2007 року.

## Переможниці та фіналістки

### Одиночний розряд
Анна Чакветадзе -  Василіса Бардіна, 6-3 7-6(3)

### Парний розряд
Олена Лиховцева /  Олена Весніна —  Анабель Медіна Гаррігес /  Вірхінія Руано Паскуаль, 2-6 6-1 6-2